# Альфред Фредді Крупа
Альфред Фредді Крупа (14 червня 1971, Карловац, Югославія) — хорватський художник-художник. Мультидисциплінарний художник Альфред Фредді Крупа вважається новаторською силою в русі мистецтва нових чорнил, за що він отримав міжнародне визнання.
Станом на жовтень 2020 року з Індексом історичної популярності Массачусетського технологічного інституту (HPI) 47,05 Альфред Фредді Крупа є 80-м найвідомішим живописцем, 5-м найвідомішим хорватським художником і найвідомішим живим хорватським художником.

## Біографія
Альфред Крупа виріс у художній сім'ї свого діда та першого наставника академічного художника Альфреда Крупи-старшого (Альфред Йозеф Круппа 1915. Міколов, Польща — 1989, Карловац, Югославія). Більшу частину свого життя він провів на батьківщині покоління своєї родини, палаці австро-угорського промисловця Макса Генріха в Карловаці.
Закінчив живопис у 1995 році в Академія красних мистецтв (Загреб), після чого рік навчався на філософському факультеті в Загребі в аспірантурі наукового дослідження історії мистецтва. У 1998 році він став першим хорватським живописцем, який отримав стипендію від уряду Японії, і кілька місяців досліджував японський живопис у Токійському університеті Гакугей.

## Творчість
Робота Крупаса з самого початку привертала увагу громадськості та професіоналів. Вперше його ім'я було представлено широкій публіці в 1990 році в мегапопулярному тоді югославському тижневику «Vikend / Weekend». У цьому ж році відбулася його перша персональна виставка. З початку 1990-х А. Ф. Крупа часто виставлявся, і його роботи входять до ряду важливих колекцій у всьому світі.
Artfacts.net позиціонував А. Ф. Крупу, базуючись на історії міжнародної виставки, у ТОП 10 сучасних художників чорнилом у ТОП 99 художників у 6 засобах масової інформації (категорії).
У 2018 році Крупа стала першим живим хорватським художником, який потрапив до списку відомих живописці Ранкера. Ranker — популярна компанія з цифрових медіа, що базується в Лос-Анджелесі.
Альфред Фредді Крупа також відомий своїми теоретичними роботами, пов'язаними з сучасною практикою живопису сучасними чорнилами.

## Премії
Крупа був удостоєний низки нагород та визнань, включаючи нагороду за життєві досягнення за волонтерську працю, яку йому у 2016 році присудив тодішній президент США Барак Обама.